# Moloch (Mortal Kombat)
Moloch es un personaje en la serie de juegos de lucha Mortal Kombat hizo su primera aparición en Mortal Kombat: Deadly Alliance como uno de los aliados de la Deadly Alliance junto a Drahmin.

## Sobre Moloch
Moloch es un Oni (demonio del folklore japonés) de tres ojos, grande y brutal, que tiene sus orígenes en Netherrealm y hace su primera participación en Mortal Kombat: Deadly Alliance. Es un personaje no seleccionable que carga una bola de hierro. Como subjefe, posee una gran fuerza, golpes devastadores y tiene pocos puntos débiles. Después de él, el jugador enfrentará a los jefes Shang Tsung y Quan Chi.

## Historia
Moloch es el único aliado de Drahmin después de Meat. Así como Drahmin, él también fue consumido por odio, aunque Moloch se parece más a un demonio de Netherrealm. Después de haber sido liberado accidentalmente por Quan Chi, ataca a Cyrax pero se ve forzado a escapar de sus bombas. Scorpion luchó con Moloch, pero fue derrotado, y sabiendo que es imposible acabar con él, lo lanzó por el tubo de almas que queda en el centro del palacio. 
Moloch regresa en Mortal Kombat: Armageddon.
En el cómic precuela de Mortal Kombat X es asesinado por Kitana, cuando ésta lo decapita por órdenes de Quan Chi, al considerarlo poco fiable; posteriormente hace aparición en el juego durante una entrada de Quan Chi, cuando éste sostiene su cabeza cortada.

## Participaciones en la saga
El personaje aparece en los videojuegos Mortal Kombat: Deadly Alliance, Mortal Kombat: Armageddon y Mortal Kombat X.

## Armas
La principal arma de Moloch es una bola de hierro que cuelga de una cadena enroscada en uno de sus brazos.